# Legs and Boots
 (avril 2024).

Legs and Boots est une série d'albums live de Tori Amos enregistrés durant la tournée American Doll Posse Tour. Tori Amos a en effet annoncé le 16 octobre 2007 la sortie en format digital (via iTunes) d'une série de concerts disponibles au téléchargement quelques heures après la performance. Un total de 27 concerts ont été enregistrés du 13 octobre au 12 décembre 2007. Tous ces concerts ont d'abord été disponibles sur iTunes USA puis sur iTunes International et enfin sur d'autres vendeurs en ligne.
En respect au concept même de la tournée : chaque concert est divisé en deux parties : une première partie où Tori Amos incarne un des quatre personnages de l'album American Doll Posse (Santa, Pip, Isabel, Clyde) et une deuxième partie où elle chante en tant qu' elle même,.

## Liste des concerts

### Syracuse, 13 octobre 2007
1. Bouncing off Clouds
2. Little Earthquakes
3. Juárez
4. Beauty of Speed
5. Roosterspur Bridge
6. Professional widow (Remix)
7. Big Wheel
8. Parasol
9. Spark
10. Improv - Spank That Ass
11. Cornflake Girl
12. Northern Lad
13. Caught a Lite Sneeze
14. Improv
15. Yes, Anastasia
16. Never Seen Blue
17. 1000 Oceans
18. Taxi Ride
19. Code Red
20. Precious Things
21. Tear in Your Hand
22. Hey Jupiter

### Philadelphie, 15 octobre 2007
1. Body and Soul
2. Sugar
3. Hoochie Woman
4. Dragon
5. You Can Bring Your Dog
6. Secret Spell
7. Professional widow (Remix)
8. Big Wheel
9. Crucify
10. Spark
11. Cornflake Girl
12. Purple People
13. Liquid Diamonds
14. Improv
15. Leather
16. Cloud on My Tongue
17. 1000 Oceans
18. Hotel
19. Code Red
20. Precious Things
21. Pancake
22. Bouncing off Clouds
23. Hey Jupiter
24. Tear in Your Hand - From Sound Check

### Boston, 18 octobre 2007
1. Cruel
2. Bliss
3. Fat Slut
4. Smokey Joe
5. Teenage Hustling
6. Waitress
7. Professional widow (Remix)
8. Big Wheel
9. Crucify
10. Concertina
11. Cornflake Girl
12. Putting the Damage On
13. Take to the Sky
14. Improv - Miss Massachusetts
15. Jackie's Strength
16. Etienne
17. Virginia
18. Hotel
19. Code Red
20. Precious Things
21. Digital Ghost
22. Bouncing off Clouds
23. Hey Jupiter
24. Seaside - From Sound Check

### Boston, 19 octobre 2007
1. Bouncing off Clouds
2. Little Earthquakes
3. Juárez
4. Little Amsterdam
5. Beauty of Speed
6. Girl Disappearing
7. Professional widow (Remix)
8. Big Wheel
9. Space Dog
10. Sugar
11. Cornflake Girl
12. Bells for Her
13. Improv - He Has a Well, You Have an Ocean
14. Spring Haze
15. Improv - I Like My Bus
16. China
17. Merman
18. Northern Lad
19. A Sorta Fairytale
20. Code Red
21. Precious Things
22. Parasol
23. God
24. Hey Jupiter

### Montréal, 21 octobre 2007
1. Yo George
2. Sweet Dreams
3. In the Springtime of His Voodoo
4. Almost Rosey
5. Devils and Gods
6. Tombigbee
7. Scarlet's Walk
8. Professional widow (Remix)
9. Big Wheel
10. Crucify
11. Sugar
12. Cornflake Girl
13. Playboy Mommy
14. Caught a Lite Sneeze
15. Improv - C'est Bon
16. Baker Baker
17. Garlands
18. Digital Ghost
19. Spark
20. Code Red
21. Precious Things
22. Tear in Your Hand
23. Hey Jupiter

### Toronto, 23 octobre 2007
1. Cruel
2. Bliss
3. Fat Slut
4. Smokey Joe
5. Teenage Hustling
6. Waitress
7. Professional widow (Remix)
8. Big Wheel
9. Space Dog
10. Spark
11. Cornflake Girl
12. Liquid Diamonds
13. Glory of the 80's
14. Improv - When Your Kid is Smarter than You
15. Take Me With You
16. Winter
17. Horses
18. A Sorta Fairytale
19. Code Red
20. Precious Things
21. Bouncing off Clouds
22. Hey Jupiter

### Buffalo, 24 octobre 2007
1. Bouncing off Clouds
2. Little Earthquakes
3. Juárez
4. Upside Down
5. Beauty of Speed
6. Girl Disappearing
7. Professional widow (Remix)
8. Big Wheel
9. Sugar
10. A Sorta Fairytale
11. Cornflake Girl
12. Improv - Matty What Did You Have for Dinner
13. Your Cloud
14. Take to the Sky
15. Cloud on My Tongue
16. Here in My Head
17. Virginia
18. Concertina
19. Code Red
20. Precious Things
21. Taxi Ride
22. Hey Jupiter

### Washington DC, 26 octobre 2007
1. Yo George
2. In the Springtime of His Voodoo
3. Devils and Gods
4. Almost Rosey
5. Tombigbee
6. Scarlet's Walk
7. Professional widow (Remix)
8. Big Wheel
9. Parasol
10. Hotel
11. Cornflake Girl
12. Improv - Divided
13. Bells for Her
14. Spring Haze
15. Leather
16. Jackie's Strength
17. 1000 Oceans
18. Concertina
19. Code Red
20. Precious Things
21. Pancake
22. Bouncing off Clouds
23. Hey Jupiter

### Detroit, 27 octobre 2007
1. Body and Soul
2. My Posse Can Do
3. She's Your Cocaine
4. Dragon
5. Secret Spell
6. You Can Bring Your Dog
7. Professional widow (Remix)
8. Big Wheel
9. A Sorta Fairytale
10. Black Dove (January)
11. Crucify
12. Cornflake Girl
13. Honey
14. Siren
15. Baker Baker
16. Cloud on My Tongue
17. Carbon
18. Horses
19. Spark
20. Code Red
21. Precious Things
22. Hey Jupiter

### Pittsburgh, 30 octobre 2007

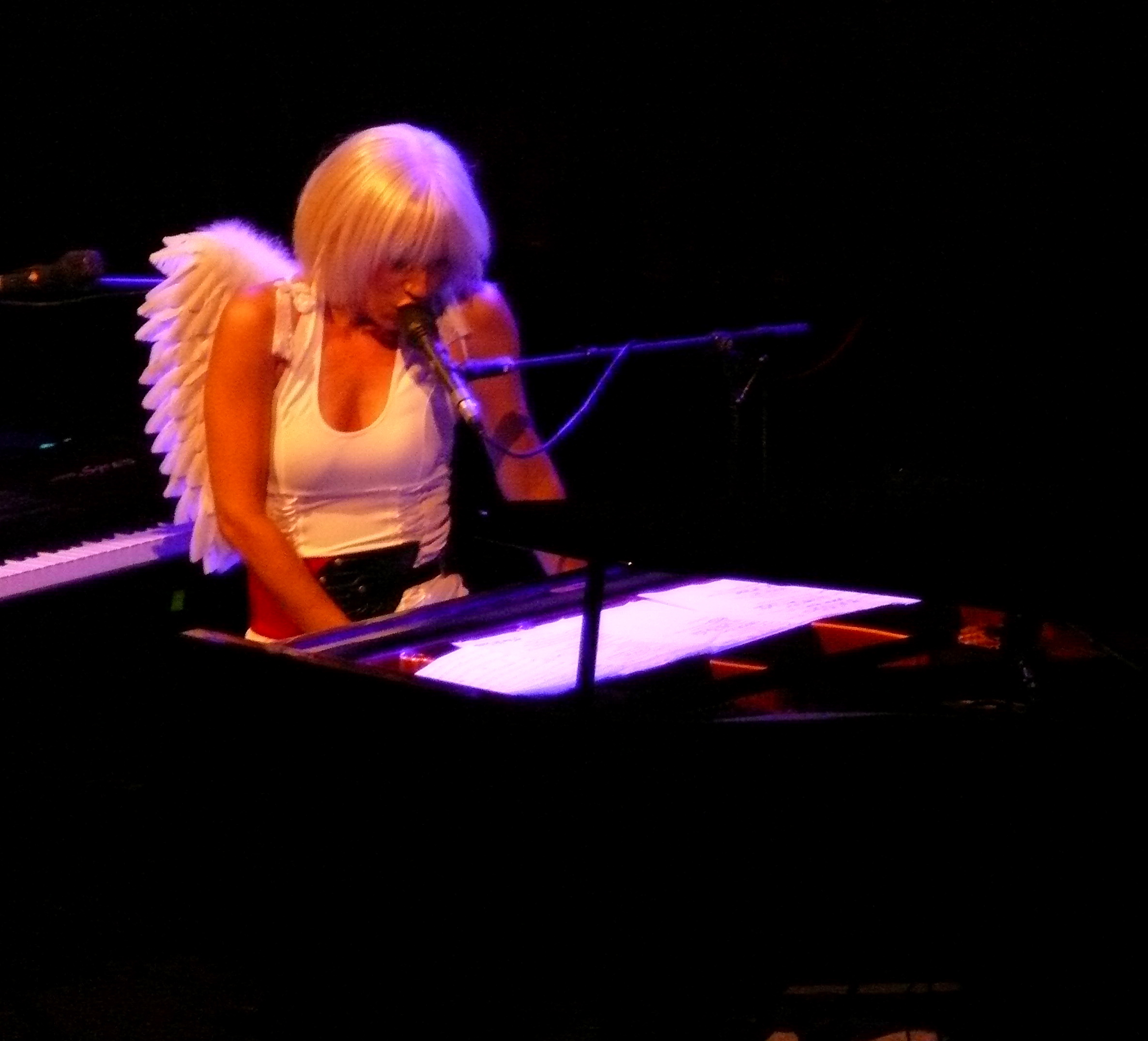
Tori Amos en concert à Pittsburgh, première partie : Santa

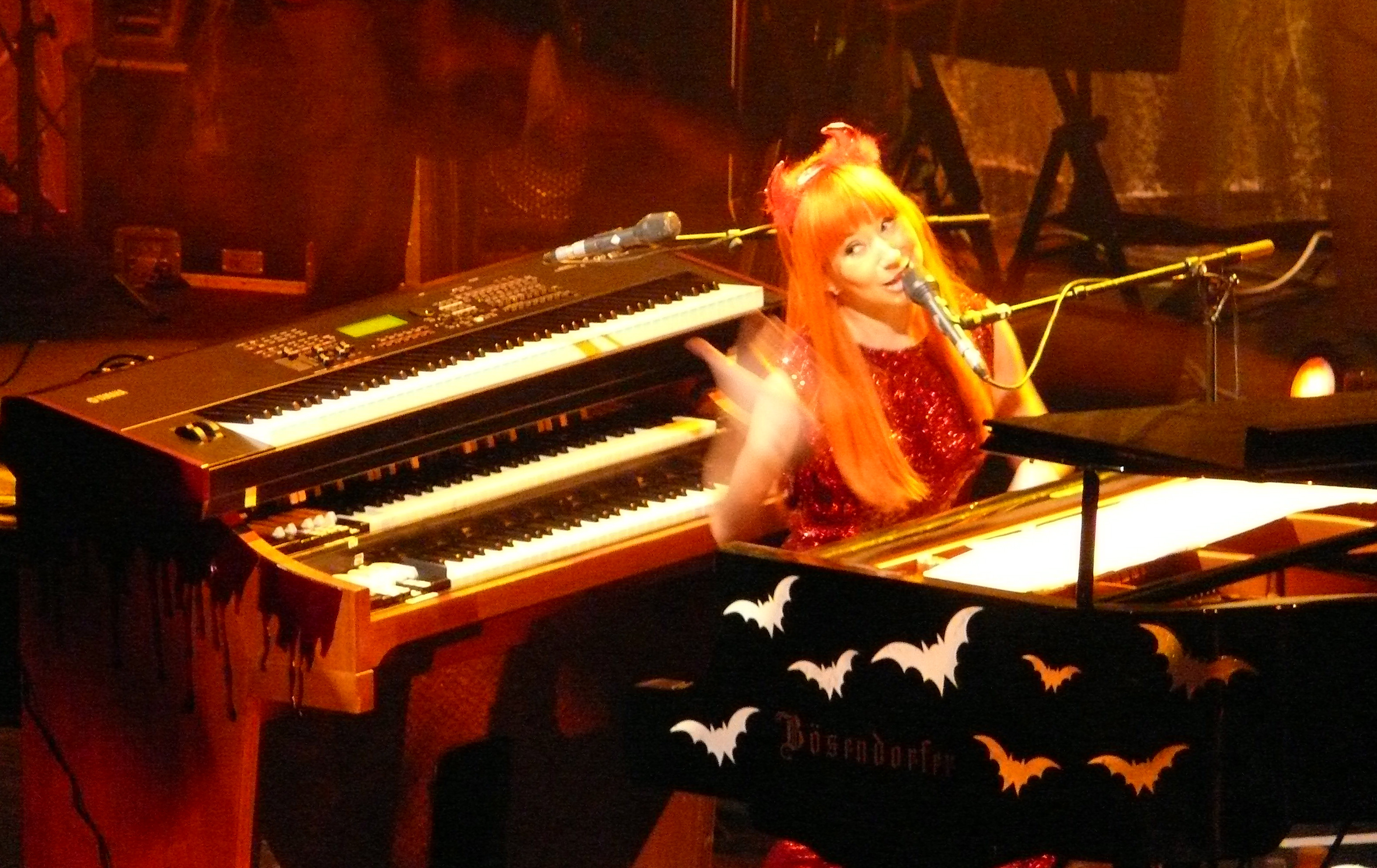
Tori Amos en concert à Pittsburgh, deuxième partie : Tori

1. Body and Soul
2. Hoochie Woman
3. Dragon
4. Secret Spell
5. She's Your Cocaine
6. You Can Bring Your Dog
7. Professional widow (Remix)
8. Big Wheel
9. Father Lucifer
10. Sugar
11. Cornflake Girl
12. Putting the Damage On
13. Caught a Lite Sneeze
14. Mr. Zebra
15. Silent All These Years
16. Sister Janet
17. Digital Ghost
18. Happy Phantom
19. Code Red
20. Precious Things
21. Bouncing Off Clouds
22. Hey Jupiter

### Cleveland,1ernovembre 2007
1. Cruel
2. Bliss
3. Fat Slut
4. Smokey Joe
5. Blood Roses
6. Teenage Hustling
7. Waitress
8. Professional widow (Remix)
9. Big Wheel
10. Crucify
11. Tear in Your Hand
12. Cornflake Girl
13. Northern Lad
14. Take to the Sky
15. Improv - Ohioans
16. Cool on Your Island
17. Leather
18. Concertina
19. Spark
20. Code Red
21. Precious Things
22. Hotel
23. Bouncing off Clouds
24. Hey Jupiter

### Indianapolis, 2 novembre 2007
1. Yo George
2. In the Springtime of His Voodoo
3. Sweet Dreams
4. Sweet Sangria
5. Tombigbee
6. Almost Rosey
7. Scarlet's Walk
8. Professional widow (Remix)
9. Big Wheel
10. Sugar
11. Black Dove (January)
12. Cornflake Girl
13. Bells for her
14. Liquid Diamonds
15. Improv - Indiana
16. Crazy
17. Mother
18. Virginia
19. Space Dog
20. Code Red
21. Precious Things
22. Bouncing Off Clouds

### Milwaukee, 3 novembre 2007
1. Bouncing off Clouds
2. Little Earthquakes
3. Juárez
4. Upside Down
5. Beauty of Speed
6. Roosterspur Bridge
7. Professional widow (Remix)
8. Big Wheel
9. Crucify
10. Pancake
11. Cornflake Girl
12. Lust
13. Siren
14. Winter
15. Strange/Improv - I Fucked This Up
16. Carbon
17. Horses
18. Father Lucifer
19. Code Red
20. Precious Things
21. Tear in Your Hand

### Chicago, 5 novembre 2007
1. Body and Soul
2. She's Your Cocaine
3. Improv - This Is My Town / Dragon
4. Secret Spell
5. You Can Bring Your Dog
6. Raspberry Swirl
7. Professional widow (Remix)
8. Big Wheel
9. Concertina
10. Tear in Your Hand
11. Cornflake Girl
12. Your Cloud
13. Take to the Sky
14. Improv - Everybody Knows The Trouble I've Seen
15. China
16. Cooling
17. 1000 Oceans
18. Hotel
19. Code Red
20. Precious Things
21. Hey Jupiter

### Chicago, 6 novembre 2007
1. Cruel
2. Bliss
3. Teenage Hustling
4. Fat Slut
5. Smokey Joe
6. Waitress
7. Me and a Gun
8. Professional widow (Remix)
9. Big Wheel
10. Sugar
11. Almost Rosey
12. Cornflake Girl
13. Liquid Diamonds
14. Caught a Lite Sneeze
15. Winter
16. Don't Fuck This Up/Happy Phantom
17. Digital Ghost
18. Hotel
19. Code Red
20. Precious Things
21. Bouncing off Clouds
22. Hey Jupiter

### Lawrence, 9 novembre 2007
1. Bouncing off Clouds
2. Little Earthquakes
3. Juárez
4. Little Amsterdam
5. Beauty of Speed
6. Girl Disappearing
7. Professional widow (Remix)
8. Big Wheel
9. Crucify
10. Sugar
11. Cornflake Girl
12. Improv - Excuse Me I Need a Little Help
13. Mother Revolution
14. Caught a Lite Sneeze
15. Frog on My Toe
16. Mother
17. Virginia
18. A Sorta Fairytale
19. Code Red
20. Precious Things
21. Hey Jupiter

### Nashville, 12 novembre 2007
1. Yo George
2. Sweet Dreams
3. Sweet Sangria
4. In the Springtime of His Voodoo
5. Almost Rosey
6. Tombigbee
7. Scarlet's Walk
8. Professional widow (Remix)
9. Big Wheel
10. Concertina
11. The Power of Orange Knickers
12. Cornflake Girl
13. Putting the Damage On
14. Glory of the 80's
15. Improv - Dixieland
16. Cooling
17. Cool on Your Island
18. 1000 Oceans
19. Hotel
20. Code Red
21. Precious Things
22. A Sorta Fairytale
23. Bouncing Off Clouds

### Fort Myers, 17 novembre 2007
1. Yo George
2. Mountain
3. Sweet Dreams
4. Sweet Sangria
5. In the Springtime of His Voodoo
6. Tombigbee
7. Scarlet's Walk
8. Professional widow (Remix)
9. Big Wheel
10. Pancake
11. Tear in Your Hand
12. Cornflake Girl
13. Amber Waves
14. Glory of the 80's
15. Seaside
16. Silent All These Years
17. Suede
18. Black Dove (January)
19. Code Red
20. Precious Things
21. A Sorta Fairytale
22. Bouncing Off Clouds
23. Hey Jupiter

### Melbourne (Floride), 18 novembre 2007
1. Bouncing off Clouds
2. Little Earthquakes
3. Juárez
4. Upside Down
5. Beauty of Speed
6. Little Amsterdam
7. Professional widow (Remix)
8. Big Wheel
9. Father Lucifer
10. Digital Ghost
11. Improv - Pass the Chicken
12. Cornflake Girl
13. Improv - You're a Diamond
14. Liquid Diamonds
15. Honey
16. Marianne
17. Improv - Shining/Twinkle
18. The Beekeeper
19. Taxi Ride
20. Code Red
21. Precious Things
22. Tear in Your Hand
23. Hey Jupiter

### Clearwater, 20 novembre 2007
1. Cruel
2. Professional widow (LP version)
3. Fat Slut
4. Smokey Joe
5. Teenage Hustling
6. Waitress
7. Professional widow (Remix)
8. Big Wheel
9. God
10. Horses
11. Cornflake Girl
12. Martha's Foolish Ginger
13. Siren
14. Improv - Forgot to be Brave
15. Carbon
16. Never Seen Blue
17. Black Dove
18. A Sorta Fairytale
19. Code Red
20. Precious Things
21. Bouncing off Clouds
22. Hey Jupiter

### West Palm Beach, 21 novembre 2007
1. Body and Soul
2. She's Your Cocaine
3. Hoochie Woman
4. Secret Spell
5. You Can Bring Your Dog
6. Raspberry Swirl
7. Professional widow (Remix)
8. Big Wheel
9. Space Dog
10. Hotel
11. Improv - Mary's House
12. Cornflake Girl
13. Your Cloud
14. Spring Haze
15. Amazing Grace
16. Gold Dust
17. Josephine
18. Sugar
19. Code Red
20. Precious Things
21. Bouncing off Clouds
22. Digital Ghost

### Dallas, 24 novembre 2007
1. Body and Soul
2. She's Your Cocaine
3. Sweet the Sting
4. Sugar
5. Secret Spell
6. Raspberry Swirl
7. Professional widow (Remix)
8. Big Wheel
9. Father Lucifer
10. Tear in Your Hand
11. Cornflake Girl
12. Lust
13. Liquid Diamonds
14. Improv - Stop Sign
15. Jackie's Strength
16. Beulah Land
17. Horses
18. Bliss
19. Code Red
20. Precious Things
21. Digital Ghost
22. Bouncing off Clouds

### Houston, 25 novembre 2007
1. Bouncing off Clouds
2. Little Earthquakes
3. Juárez
4. Mary
5. Little Amsterdam
6. Beauty of Speed
7. Professional widow (Remix)
8. Big Wheel
9. Space Dog
10. Pancake
11. Cornflake Girl
12. Doughnut Song
13. Glory of the 80's
14. Improv - Burn Until Then
15. Cloud on My Tongue
16. Peeping Tommi
17. Virginia
18. Black Dove
19. Code Red
20. Precious Things
21. Not David Bowie
22. Hey Jupiter

### Boise, 30 novembre 2007
1. Bouncing off Clouds
2. Little Earthquakes
3. Juárez
4. Upside Down
5. Mary
6. Beauty of Speed
7. Professional widow (Remix)
8. Big Wheel
9. A Sorta Fairytale
10. Tear in Your Hand
11. Cornflake Girl
12. Improv - A Spud Not a Stud
13. Putting the Damage On
14. Improv - Rolene Reprise
15. Not the Red Baron
16. Black Swan
17. Black Dove
18. Bliss
19. Code Red
20. Precious Things
21. Concertina
22. Hey Jupiter

### Vancouver, 3 decembre 2007
1. Body and Soul
2. She's Your Cocaine
3. Bug a Martini
4. You Can Bring Your Dog
5. Secret Spell
6. Raspberry Swirl
7. Professional widow (Remix)
8. Big Wheel
9. Crucify
10. Pancake
11. Improv - If This Keeps Goin' Like This
12. Cornflake Girl
13. Doughnut Song
14. Siren
15. Winter
16. Ruby Through the Looking-Glass
17. The Beekeeper
18. Bliss
19. Code Red
20. Precious Things

### Phoenix, 11 decembre 2007
1. Bouncing off Clouds
2. Little Earthquakes
3. Juárez
4. Little Amsterdam
5. Upside Down
6. Beauty of Speed
7. Professional widow (Remix)
8. Big Wheel
9. Sweet Sangria
10. Space Dog
11. Cornflake Girl
12. Purple People
13. Concertina
14. Improv - Prayer for Rolene
15. Silent All These Years
16. Black Swan
17. Northern Lad
18. Father Lucifer
19. Code Red
20. Precious Things
21. Tear in Your Hand
22. The Beekeeper

### San Diego, 12 decembre 2007
1. Body and Soul
2. She's Your Cocaine
3. Hoochie Woman
4. Raspberry Swirl
5. Yo George
6. Mountain
7. Tombigbee
8. Scarlet's Walk
9. Professional widow (Remix)
10. Big Wheel
11. Cornflake Girl
12. Doughnut Song
13. Twinkle
14. Leather
15. Your Cloud
16. Virginia
17. Code Red
18. Precious Things
19. Bliss
20. Space Dog
21. Hey Jupiter

## Musiciens
- Tori Amos : chant, piano, orgue électrique, claviers
- Dan Phelps : Guitare électrique, congas, mandoline
- Jon Evans : Basse
- Matt Chamberlain : Batterie, Samples, Percussions